# La Pedrera de l'Elies
La Pedrera de l'Elies són restes d'una antiga explotació lapídia a l'aire lliure ubicada al nucli urbà de Roda de Berà (Tarragonés). Consta d'un parell d'àrees extractives separades per una cinquantena de metres.

## La Pedrera de l'Elies I
El front més gran ocupa una superfície de més de 6.500 m2,  conserva en un dels seus extrems les restes d’un forn de calç, inclòs a l'Inventari del Patrimoni Arqueològic i Paleontològic de Catalunya.

## La Pedrera de l'Elies II
El més petit, d’uns 750 m2, presenta marques de barrinades, inclòs a l'Inventari del Patrimoni Arqueològic i Paleontològic de Catalunya.

Es creu que va ser d’aquesta pedrera d’on va sortir la pedra per bastir originàriament l’Arc de Berà i per a les seves posteriors restauracions. L'espai destaca per les nombroses i variades marques del procés d'extracció de la pedra que encara hi són ben visibles. Les restes d'aquesta pedrera estan situades actualment enmig de la urbanització Eixample Residencial, al nord-est del nucli urbà de Roda de Berà. Més concretament, entre els carrers Pau Casals, Joan Maragall, Mercadé i Narcís Monturiol.
L’any 1986 la pedrera va ser declarada Espai Lliure d’Interès Arqueològic. Aquesta protecció especial es va mantenir en el Pla General d’Ordenació Urbana vigent. Actualment els terrenys són de titularitat municipal.

## Història
Tot i que hom ha vinculat aquesta pedrera amb la construcció de l'arc de Berà, els seus orígens encara són incerts. El primer esment documental de l'existència d'una pedrera al terme de Roda de Berà data del 1780. El període de màxima explotació de la pedrera de l'Elies va ser entre finals del segle xix i principis del segle xx, afavorit per la construcció de la línia ferroviària que travessava l'interior del terme rodenc. De fet, al costat de la via del tren, a poca distància de la pedrera, es va adequar un punt de càrrega de blocs de pedra.
De la pedrera de l'Elies va sortir la pedra i la calç emprades per bastir el campanar, el cor i la façana de l'església parroquial de Sant Bartomeu, construïts a les acaballes del segle xix. La pedrera va ser explotada per darrera vegada a mitjans del segle xx, durant les obres de transformació de l'antiga masia de Berà en luxosa residència amb aspecte de castell.
A finals del segle xix s'hi va fer a la vora un desvio de la línia del ferrocarril per tal de carregar la seva pedra, la qual es diu que va ser emprada per a diverses infraestructures ferroviàries, com ara la construcció dels murs de contenció de la rasa de la via del tren del carrer Aragó de Barcelona. La pedrera de l’Elies va ser explotada fins a mitjans del segle xx.

## Intervenció arqueològica
Durant la primera meitat del 2012 es va dur a terme l'estudi arqueològic d'una petita zona del front meridional de la pedrera, a càrrec de l'arqueòloga Anna Artina, amb el suport de l'Ajuntament de Roda de Berà. Amb la neteja de l'indret escollit i el corresponent anàlisi de les marques d'extracció, es van determinar tres possibles fases d'explotació. La primera podria ser antiga, tot i que la manca de materials fòssils no permeten assegurar un suposat origen romà. Les dues altres fases són aparentment contemporànies.

## Espai cultural
Des que l'any 2004 l'Ajuntament de Roda de Berà es va fer amb la plena propietat de l'indret, s'hi han realitzat diverses activitats culturals i artístiques, especialment concerts a l'aire lliure de tota mena. Les primeres actuacions musicals, sempre de petit format, es van dur a terme dins del marc de la Setmana Cultural que anualment organitza Les Monges Associació Cultural. Més ambiciós i complex va ser el concert de la Banda Simfònica de Grau de la Diputació de Tarragona durant la preinauguració de la 7a edició del Festival Internacional de Cinema en Català.
L'estiu del 2014, amb la col·laboració del Museu Nacional Arqueològic de Tarragona, l'Ajuntament de Roda de Berà va inaugurar un itinerari senyalitzat per l'interior de la pedrera. Aquesta ruta circular que cal fer a peu compta amb diversos panells explicatius on es detalla, amb textos i imatges, el procés tradicional d'extracció de la pedra. Al mateix temps, es va adequar una zona de pícnic molt a prop de l'entrada i de l'espai on s'acostumen a realitzar les activitats culturals.